# Georg Friedrich Pohl
Georg Friedrich Pohl (né le 24 février 1788 à Stettin, en Poméranie, mort à Breslau le 10 juin 1849) est un physicien prussien. Destiné à une carrière théologique, il s'est consacré aux sciences physiques, particulièrement à l'électromagnétisme et à l'électrochimie. Ses recherches sur l'unification des phénomènes préfigurent la notion d'énergie ordonnée et désordonnée.

## Biographie
À côté de Kant, ce fut surtout Steffens qui exerça un grand attrait sur Pohl. En 1813, il s’enrôla dans l’armée de libération prussienne. À son retour (1814), il exerça comme professeur dans plusieurs lycées de Berlin. Nommé professeur de physique à l’université de Berlin (1829), puis à celle de Breslau (1832), Pohl a appliqué la philosophie de Schelling et celle de Steffens à la physique et à la chimie, en particulier à l’électromagnétisme encore naissant. Il imagina et tenta de montrer que si un courant électrique créé un champ magnétique, il doit être possible, par variation d'un champ magnétique, de créer du courant électrique, devançant les découvertes expérimentales de Faraday. Pohl concluait que l’électromagnétisme d’Œrsted et Ampère devait avoir une contrepartie, qu’il a appelé la « magnéto-électricité ». Volontiers polémique, il a repris tous les physiciens de l’époque qui ont traité cette matière : Amici, Pfaff, Ampère, etc. et a inventé plusieurs appareils électro-magnétiques. 
Quant à la physique générale, Pohl a cherché à unifier les notions de calorique, de lumière, etc., d'atomes et d'éther, par une grandeur unique : l’« efficacité primitive et concrète de la matière ». Cette grandeur se manifeste, selon lui, sous trois degrés
principaux de développement :  le mouvement, le chimisme et l’organisation. Cette idée est voisine de celle de physiciens qui lui étaient contemporains : ainsi, selon Matteucci, pression, mouvement, chaleur, lumière, électricité, magnétisme sont, sinon une seule et même force, du moins les diverses manifestations d’une force unique.
Il a été élu membre de l'académie Leopoldina en 1843 et a été victime d'une épidémie de choléra à 61 ans. Sa fille, Maria Pohl (1816–1882), a renié le protestantisme et, sous l'influence d’Heinrich Förster, s'est convertie au catholicisme en 1844 puis a rejoint le couvent des dominicaines de Lienz en 1865.

## Œuvres
- La planisphère comme champ de construction mathématique, en opposition au plan droit, ou géométrie et trigonométrie sphériques (1825), Berlin ;
- Sur l’unité de la nature et de l’histoire (Andeutungen über die Einheit der Natur und Geschichte, 1826), Berlin ;
- Progrès de la chaîne galvanique (Der Process Der Galvanischen Kette, 1826), Leipzig ;
- Sur le magnétisme, l’électricité et le chimisme (Versuche und Bemerkungen über den Zusammenhang des Magnetismus mit der Electricität und dem Chemismus, 1829), Berlin ;
- L’électro-magnétisme sous le point de vue théorique et pratique (Der Elektro-magnetismus, 1830), Berlin ;
- La vie de la nature inorganique (1843), Berlin ;
- Aperçu sur les trois lois de Keppler (Grundlegung der drei Keppler’schen Gesetze). Aderholtz (1845), Breslau ;
- L’électromagnétique et les corps célestes dans leur rapport intime et mutuel, ibid., (1846). D’après cet ouvrage, les révolutions des astres dans leurs orbites ont pour cause l’électromagnétisme.

Pohl a collaboré, en outre, à plusieurs revues de physique et de chimie, dans lesquelles il a développé plus en détail ses idées : 
- Sur l’électro-magnétisme et son rapport avec le chimisme, dans les Annales de physique de Gilbert, 1821, t. 69, et dans l’Isis d’Oken, année 1822 ;
- Sur l’activité polaire des conducteurs liquides dans la chaîne galvanique, dans les Archives de Kastner pour les sciences naturelles. vol. 2, 3, 6, 9 et 11. et dans les Annales de Poggendorf, t. 16 ;
- Sur le magnétisme rotatoire, dans les Annales de Poggendorf, t. 8 ;
- Sur un nouvel appareil électro-magnéto-chimique, découvert par Pohl, Annales de Poggendorf, t. 31 ;